# 克拉特岑山 (維內迪傑山脈)
47°09′09″N 12°23′59″E / 47.152458°N 12.399702°E

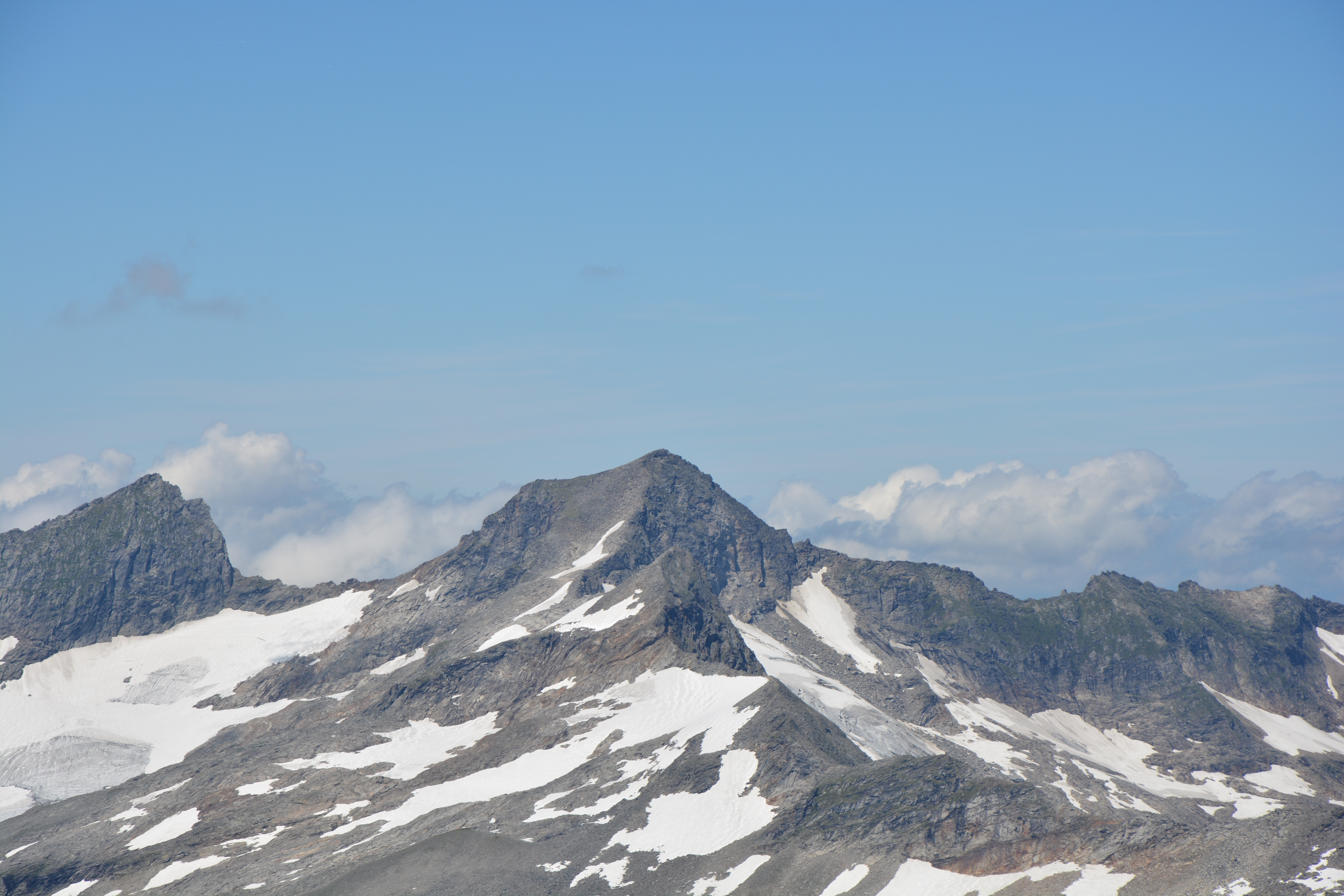

克拉特岑山（德語：Kratzenberg），是奧地利的山峰，位於該國西部，處於蒂羅爾州和薩爾茨堡州接壤的邊界，屬於維內迪傑山脈的一部分，海拔高度3,022米，每年平均降雨量1,971毫米。